# Cyclosa rainbowi
Cyclosa rainbowi är en spindelart som beskrevs av Roewer 1955. Cyclosa rainbowi ingår i släktet Cyclosa och familjen hjulspindlar. Inga underarter finns listade i Catalogue of Life.